# Trilogie Bill Douglas

La Trilogie Bill Douglas est le nom couramment donné à un ensemble de trois films britanniques réalisés par Bill Douglas : My Childhood (Mon enfance, 1972), My Ain Folk (Ceux de chez moi, 1973) et My Way Home (Mon retour, 1978). Il s'agit de deux longs courts métrages et d'un long métrage assez court qui racontent la vie triste et misérable d'un enfant nommé Jamie, de ses années à Newcraighall (en), une ville de mineurs écossaise, à son service militaire en Égypte. 
Financé en partie par le British Film Institute, le tournage de la trilogie se fait en plusieurs parties et sur plusieurs années, avec très peu d'argent. Bill Douglas y dirige ses acteurs et techniciens en communiquant la douleur qui est la sienne et celle de son personnage principal.
Malgré quelques prix, ces films passent relativement inaperçus à l'époque de leur sortie, pour être réévalués par la suite : dans les années 2010 plusieurs critiques français jugeront notamment qu'il s'agit de films d'une grande importance cinématographique. Si l'aspect autobiographique de la trilogie peut la rattacher à première vue à la tradition du documentaire britannique, les choix esthétiques de Bill Douglas montrent en fait une réelle stylisation, où l'épure, l'aspect dépouillé, l'utilisation d'ellipses mettent en valeur l'âpreté et la dureté de l'histoire.

## Résumé
La trilogie raconte la vie triste de Jamie, de son enfance à Newcraighall (en), une ville de minière d'Écosse jusqu'à ce qu'il soit un jeune adulte qui fait son service militaire en Égypte. Il est élevé tout d'abord par sa gentille grand-mère maternelle avec son demi-frère, puis par sa grand-mère paternelle, beaucoup plus dure. Enfin il travaille à la mine, puis part faire son service militaire en Égypte où il se fera un ami qui lui proposera de vivre avec lui.

## Fiche technique
- Réalisation : Bill Douglas
- Scénario : Bill Douglas
- Acteur principal : Stephen Archibald : Jamie
- Pays d'origine : Royaume-Uni
- Format : Noir et blanc - 35 mm (format de projection)- Mono
- Genre : biographie, drame

## Production

### Projet et financement
Le scénario original s'intitule Jamie. Déposé au British Film Institute, il ne contient ni les indications d'usage des séquences (intérieur/ extérieur, jour/nuit), ni description des décors. Selon Mamoun Hassan, qui dirige alors la production au British Film Institute « il n'y avait aucune description des événements filmés, mais une série d'images et de sons simple et concise qui communiquait l'émotion. » Hassan ressent cela comme purement cinématographique. 
Il doit s'agir au départ d'un seul film. Mais, dans cette époque très politique, il est difficile à Hassan de faire admettre au comité du British Film Institute le financement d'un long métrage alors qu'il est plutôt orienté vers les films collectifs. Bill Douglas ayant changé le titre de son film sur les conseils de Lindsay Anderson en my Chilhood (Mon enfance), Mamoun Hassan a alors l'idée de dire qu'il s'agit d'une trilogie et que l'institut ne financera qu'une partie de celle-ci, ce qui est accepté. Le British Film Institute alloue un montant de 3 500 £.

### Tournage
Les trois films sont tournés en plusieurs fois dans les années 1970, avec très peu d'argent. Les deux premiers films sont des moyens métrages (46 et 55 minutes), le dernier film est un long métrage assez court (72 minutes).
Bill Douglas ne se « couvre » pas en filmant les scènes sous plusieurs angles de prise de vue mais cherche à tourner ses scènes en un plan. Après avoir décrit précisément les plans qu'il imaginait dans son scénario, il les « re-crée » lors du tournage.
Bill Douglas est considéré par son équipe comme « perfectionniste » et Mamoun Hassan dit de lui qu'il dirige « en communiquant la douleur. » Très exigeant, il est capable de se mettre dans de violentes colères s'il n'arrive pas au résultat qu'il souhaite.
Le réalisateur donne le scénario au jour le jour à ses acteurs : ils ne l'ont pas à l'avance et ne connaissent que les scènes qu'ils vont jouer. La raison pour laquelle il agit ainsi est que, son casting étant composé d'acteurs et de non-professionnels, et cette manière de faire lui semble les mettre sur un pied d'égalité. En outre, cela lui semble permettre de garder sa maîtrise sur son film, n'ayant pas à partager des informations avec trop de personnes. Cette technique n'est pas trop gênante pour les acteurs qui n'ont de toute manière que peu de texte à apprendre chaque jour, les dialogues étant très réduits.

## Accueil

### Distinctions
- Mostra de Venise 1972 : Prix du meilleur premier film décerné à My Childhood[3]

### Accueil critique
Une première sortie de My Childhood et de My Ain Folk a lieu en France en 1975 sous le titre Enfance, mais passe assez inaperçue. Trois ans plus tard, lors d'une ressortie de ces deux films en 1978 sous le titre Portrait d'enfance, Louis Marcorelles, dans Le Monde, souligne leur originalité (« Ces films anachroniques nous parlent un autre langage que celui auquel nous sommes accoutumés ») et écrit qu'ils sont « en marge » du cinéma britannique de l'époque, dont il considère la production d'alors comme « anémiée et plus que jamais hantée par le modèle hollywoodien. » Le critique apprécie plus My Childhood qu'il voit comme plus beau que My Ain Folk, qui « n'a pas tout à fait le classicisme d'épure de la première partie. »
Lors de la première ressortie en version intégrale restaurée des trois films en 2013, Olivier Père écrit dans son blog qu'il s'agit « [d']une des plus belles choses qu’on puisse voir sur un écran en ce moment, sans aucun doute la grande révélation de l’été pour la plupart des spectateurs et cinéphiles français qui ne connaissaient pas encore le travail Bill Douglas. » Il ajoute que ce sont de « véritables joyaux cinématographiques à des années-lumière de tout le cinéma britannique contemporain. »
Lors de la même sortie en salles, Télérama affirme que la trilogie porte en germes le futur du cinéma anglais : « L'attention aux êtres de Mike Leigh (Secrets et Mensonges). La pudeur exacerbée de Terence Davies (Distant Voices et The Long Day Closes). Leur certitude à tous les trois qu'« une caméra, d'un seul regard, peut remplacer mille mots ». »
Lors de la sortie de la trilogie en DVD, Gérard Lefort compare dans Libération la trilogie à d'autres « fulgurances » cinématographie que sont d'autres films sur l'enfance tels que Le Kid de Charlie Chaplin, Allemagne année zéro de Roberto Rossellini, Le Petit Fugitif de Ray Ashley et Morris Engel, Les Quatre Cents Coups de François Truffaut ou Kes de Ken Loach.

## Analyse

### Documentaire et stylisation
La trilogie s'inspire fortement de l'enfance de Bill Douglas : il a grandi à Newcraighall (en), où les films sont tournés et l'ensemble peut se rattacher, selon le critique Louis Marcorelles, à la tradition du documentaire anglais, à laquelle appartiennent d'autres réalisateurs écossais tels que John Grierson et Lindsay Anderson. Néanmoins, par la composition des plans, la rareté des dialogues, la manière dont sont choisis les éléments qui composent la bande sonore, l'auteur exerce un véritable travail de « stylisation » qui est pour le critique Olivier Père très éloigné « du réalisme ou du documentaire. ». Il n'y a d'ailleurs pas de reconstitution de l'époque (dans l'économie où les films sont tournés, cela serait impossible). Cette stylisation est sensible dans les choix du 16 mm pour le premier film et du noir et blanc pour toute la trilogie, choix qui n'ont rien d'évident à l'époque du tournage. L'image de My Childhood est charbonneuse, « fantomatique », tandis que celle des deux dernières parties, en 35 mm, devient d'une définition « impitoyable ». 
Le fait que l'image de ces films est un choix réfléchi et non un choix par défaut est mis en évidence par l'utilisation d'un court extrait en couleur d'un film avec la chienne Lassie dans la première scène de My Ain Folk où Jamie se trouve au cinéma : les souvenirs de Bill Douglas sont vus avant tout à travers « le prisme du le cinéma. » Ce passage en couleur renforce la dureté des séquences qui suivent, où le retour au noir et blanc accompagne l'entrée dans la mine filmée « comme une descente aux enfers. »

### Esthétique épurée
Le style narratif de Bill Douglas consiste à créer des « trous » entre les scènes du film, souvent tournées en plan-séquence, des ellipses que le spectateur doit mentalement combler. Si les scènes se suivent dans l'ordre, elles ne découlent pas les unes des autres, elles ne sont pas liées par des rapports de cause à effet. Ce sont le plan et l'émotion souvent extrême qu'il comporte qui comptent ici, moins que le fait de raconter une histoire. 
Les ellipses donnent l'impression que les séquences sont des souvenirs sortis par « bribes » de la mémoire de Jamie, ce qui donne au film des allures de « rêve éveillé », certains événements semblant presque improbables comme la séquence des perles trouvées dans un matelas. Le cadrage des plans est précis, minutieux. L'auteur souhaite « réduire le sujet au strict essentiel » : les dialogues sont rares, Louis Marcorelles parle à propos des deux premiers films d'un « cinéma d'avant la parole » en soulignant combien l'anglais « râpeux » des personnages renforce l'étrangeté de l'œuvre. Ces films ne sont pas explicatifs : l'image du costume de livreur de Jamie abandonné dans des toilettes publiques suffit par exemple à faire comprendre qu'il n'est plus livreur. Si les plans sont longs, les séquences sont souvent courtes, et l'esthétique de la trilogie, son épure, renvoient à celle des grands films du cinéma muet. Ce style dépouillé semble venir de la pauvreté dans laquelle a grandi Bill Douglas.

### Une grande tristesse
« Aride et violente », la trilogie peut être vue comme un « voyage d’enfant dans les abysses de la cruauté du monde. » Voyage, qui, comme l'évoque la tirade de théâtre enfantin qui ouvre My Way Home, est pour Jamie « long et fatigant », avec de nombreuses épreuves. La grande tristesse qui s'en dégage s'inscrit dans la tradition de récits de Charles Dickens qui racontent une enfance malheureuse (Jamie se voit d'ailleurs offrir le livre David Copperfield qu'il déchire en disant « C'est pas moi ! C'est pas moi ! »)
Si elle a parfois des allures de rêves, la trilogie ressemble par certains aspects à un cauchemar : tous ceux que Jamie aiment disparaissent, comme son frère placé dans une institution, le soldat allemand qui repart ou son grand père qui meurt. Ces personnages viennent éclairer la vie si sombre de Jamie, comme « de la lumière dans les ténèbres ». Dans My Way Home, c'est Robert, qui semble avoir eu une vie aussi douce que celle de Jamie a été difficile, qui lui offre de vivre avec lui, lui donnant enfin un lieu à lui où vivre. Des images d'éléments naturels (lune, ciel...) interviennent dans le film, comme pour montrer « l’immensité de l’univers », ce qui rend, par comparaison, la vie difficile du jeune Jamie « encore plus minuscule et déchirante. » Mais ces éléments eux-mêmes, par la manière dont ils sont filmés, traduisent la tristesse de la vie du personnage et la façon dont sa famille ne lui apporte pas l'affection qu'il devrait avoir : le ciel est gris, le soleil éteint, la terre est boueuse...